# Ricardo Rocha (futbolista)
Ricardo Rocha (Santo Tirso, 3 de octubre de 1978 es un exfutbolista portugués que jugaba como defensa y su último equipo fue el Portsmouth FC de la Football League One de Inglaterra.

## Clubes
| Club              | País       | Año        |
| ----------------- | ---------- | ---------- |
| FC Famalicão      | Portugal   | 1998-1999  |
| SC Braga          | Portugal   | 1999-2001  |
| SL Benfica        | Portugal   | 2002-2007  |
| Tottenham Hotspur | Inglaterra | 2007-2009  |
| Standard de Lieja | Bélgica    | 2009-2010  |
| Portsmouth FC     | Inglaterra | 2010- 2013 |

## Palmarés

### Campeonatos nacionales
| Título                       | Club       | País     | Año     |
| ---------------------------- | ---------- | -------- | ------- |
| Copa de Portugal             | SL Benfica | Portugal | 2003-04 |
| Supercopa de Portugal        | SL Benfica | Portugal | 2004    |
| Primera División de Portugal | SL Benfica | Portugal | 2004-05 |